# 巡航戦車 Mk.IV
巡航戦車 Mk.IV（A13 Mk.II）（Tank, Cruiser Mk.IV（A13 Mk.II））は、第二次世界大戦中にイギリス陸軍が使用した巡航戦車である。
巡航戦車 Mk.IIIに増加装甲を施した小改良型で、大戦直前に665両が生産され、主に大戦初期に使用された。

## 開発と生産
1936年から1937年にかけ、イギリスは、アメリカのクリスティー式戦車を元にした巡航戦車 Mk.III（A13）を開発、採用したが、Mk.III は最大装甲厚が14mmと、甚だ軽装甲であった。
Mk.IIIの量産が開始されて早々の1939年初め、巡航戦車の最大装甲厚を30mmまで高める訓令が出された。A13試作車を使って試験を行った結果、主要部の装甲増加は速度性能にさほどの影響が出ないことが確認され、この増加装甲型A13 Mk.IIが巡航戦車Mk.IVとして採用された。装甲が強化されたのは主に砲塔部で、特に側・後面は中空方式（スペースド・アーマー）の傾斜した増加装甲が装着された。このため見かけ上、砲塔は大型化されたが、基本形状は同一である。カタログデータ上、最高速度等に変化はないが、重量増加の分、機動性は若干低下したものと見られる。
巡航戦車 Mk.IVの開発・採用は、Mk.III量産開始の直後であったため、Mk.IIIは65両と比較的少数生産に終わり、1939年中にはMk.IVの生産が開始され、665両が作られた。また、Mk.IIIの一部はMk.IV仕様に改修された。
砲塔の同軸機銃は当初はMk.IIIと同じビッカース.303だったが、後にベサ機銃に換えられた。ベサ機銃搭載型は巡航戦車 Mk.IV Aと呼ばれる。2ポンド砲の替わりに3.7インチ榴弾砲を搭載した近接支援型、巡航戦車 Mk.IV CSも少数製作された。また、Mk.IV、Mk.IVAともに、砲塔防盾部にも増加装甲カバーが装着されたものもある。

## 戦歴
巡航戦車 Mk.IV は、巡航戦車 Mk.I～IIIとともにフランスへ送られたイギリス海外派遣軍の第一機甲師団に配備されて、1940年、初陣を迎えた。残存車両は、その後、北アフリカ戦線でも初期に主力の一角として使用された。

## 登場作品

### ゲーム
『War Thunder』
イギリスの軽戦車として登場。また、1939年仕様も登場。
『World of Tanks』
イギリス軽戦車Cruiser Mk. IVとして登場。
『パンツァーフロント Ausf.B』
英戦車として登場。
『total tank simulator』
イギリスの改軽戦車MK.IVとして登場。